# Trecătoare (geografie)

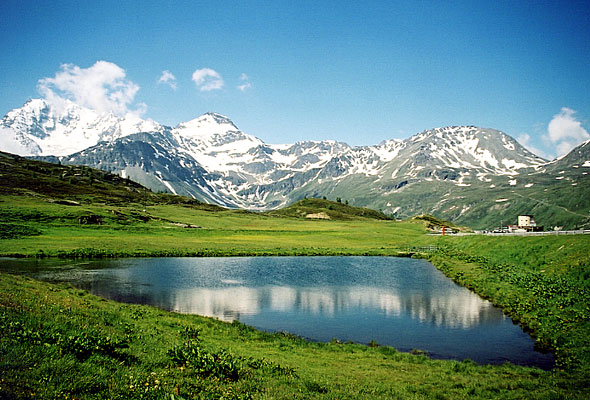
Pasul Simplon (2005 m) (Elveția/ Italia)

Trecătoarea (sau pasul) este un loc mai coborât și mai îngust localizat în lungul unei văi dintre munți sau dealuri, care servește ca loc de traversare dintr-o parte în alta, permițând trecerea peste o culme de munte sau de deal. Frecvent pasurile sunt situate chiar pe cumpăna apelor.
Trecătorile sunt în general în legătură cu căi de comunicație, care leagă regiunile separate de interfluviile respective.

## Exemple de trecători

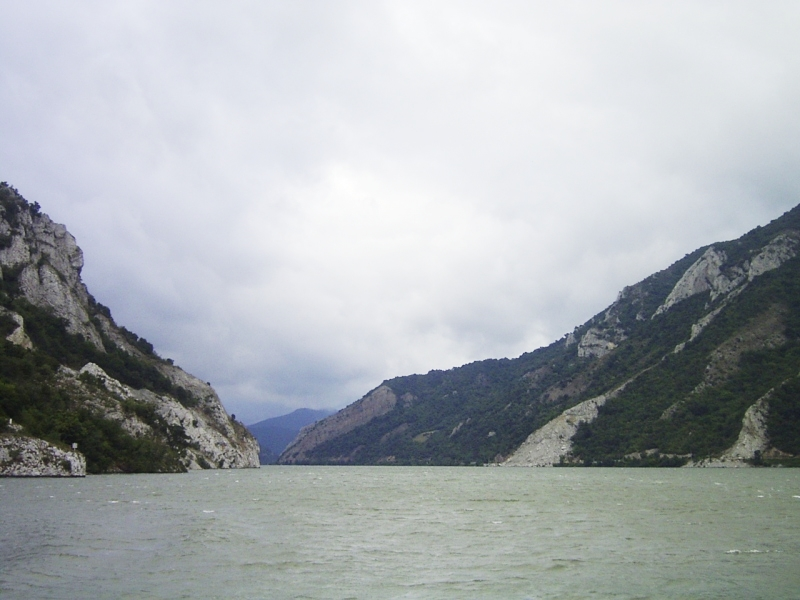
Porţile de Fier

Dinafara României sau limitrofe acesteia
- Pasul Brenner (din Munții Alpi), Italia / Austria
- Tunelul Sankt Gotthard Elveția
- Porțile de Fier un defileu pe Dunăre, România / Serbia
- Pasul Khyber din Hindukush (1070 m) Pakistan / Afganistan
- Kardung La (5606 m Cașmir) India cel mai înalt pas din lume
- Pasul Kunjerab (4730 m, Karakorum) Pakistan / China
- Abra Anticona (4800 m, Anzii Cordilieri) Peru cel mai înalt pas din lume cu cale ferată
- Linea 5 (3200 m, Anzii Cordilieri) Columbia
- Loveland Pass Road Hwy 6 (3500 m) in Colorado (cea mai înaltă trecătoare traversată de camioane)